# Творожный кекс
Творожный кекс (фр. tourteau fromagé) — это французское региональное пирожное на основе творога из коровьего или козьего молока, появившееся в южной части департамента Дё-Севр региона Пуату-Шаранта.

## Описание
Его структура очень воздушна. Сверху пирожное покрыто подгоревшей черной корочкой, а внутри — белое печёное тесто.
Современные покупатели всё чаще стараются снять черную корочку, которая на самом деле делает пирожное оригинальным и привлекательным, а также придает ему особые вкусовые ощущения.

## История

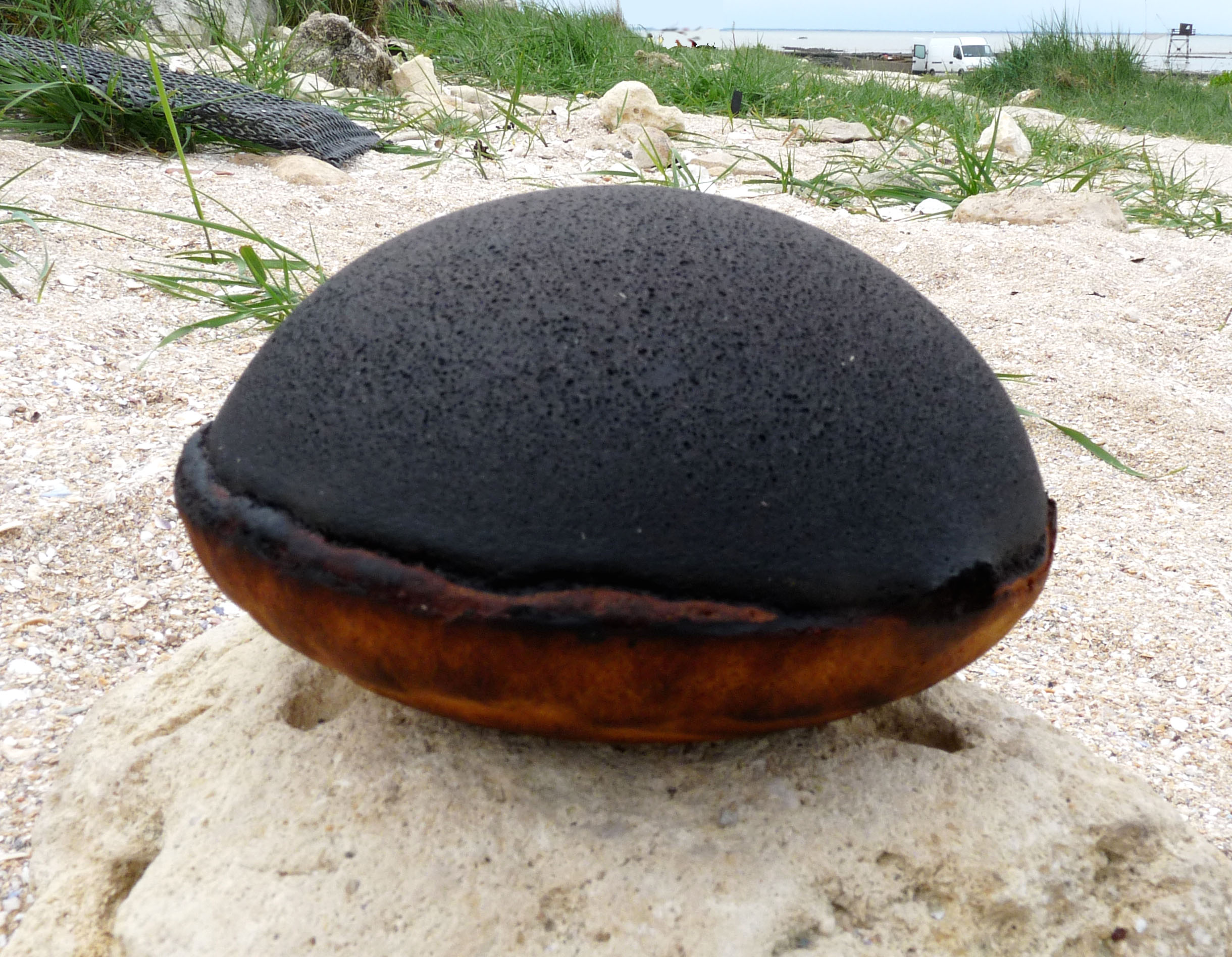
Творожный кекс

В прошлом творожный кекс пекли в глиняной посуде с ровным дном, напоминающей чашу; такая посуда была в каждой семье. В случае если такой посуды не было (например, в другой местности), использовали круглую форму для пирога или салатницу.
Исторически, творожный кекс выпекали и кушали на свадебных застольях. В наши дни эту выпечку можно встретить на столе в большой дружной компании, а также просто на завтраках и полдниках.

## Интересные факты
- Название «Творожный кекс» было кодовым именем, использовавшимся на радио Radio Londres[англ.] для передачи во время Второй мировой войны сообщений, адресованных Движению Сопротивления в Дё-Севре[1].